# Musée de la culture byzantine
Le musée de la culture byzantine (en grec moderne : Μουσείο Βυζαντινού Πολιτισμού) est un musée inauguré en 1994 à Thessalonique, dans la périphérie de Macédoine-Centrale, en Grèce. Il forme avec le musée archéologique, le musée d'art contemporain, le musée de la guerre et d'autres institutions environnantes le principal complexe muséal de la deuxième ville de Grèce.

## Présentation
Le musée abrite des collections d'art byzantin, provenant pour l'essentiel des sites archéologiques de la ville. Il est organisé sur le modèle du palais de Cnossos en un labyrinthe construit par Kyriákos Krókos (el).

## Muséographie
Le musée a une succession de petites salles qui suivent l'ordre chronologique :
- La ville avant la période byzantine.
- L'art à Salonique pendant la période byzantine, importations, productions locales ;
  - Le religieux,
  - L'inhumation,
  - La production locale.
- Importante collection d'icônes.
- A l'extérieur des œuvres contemporaines.

## Galerie

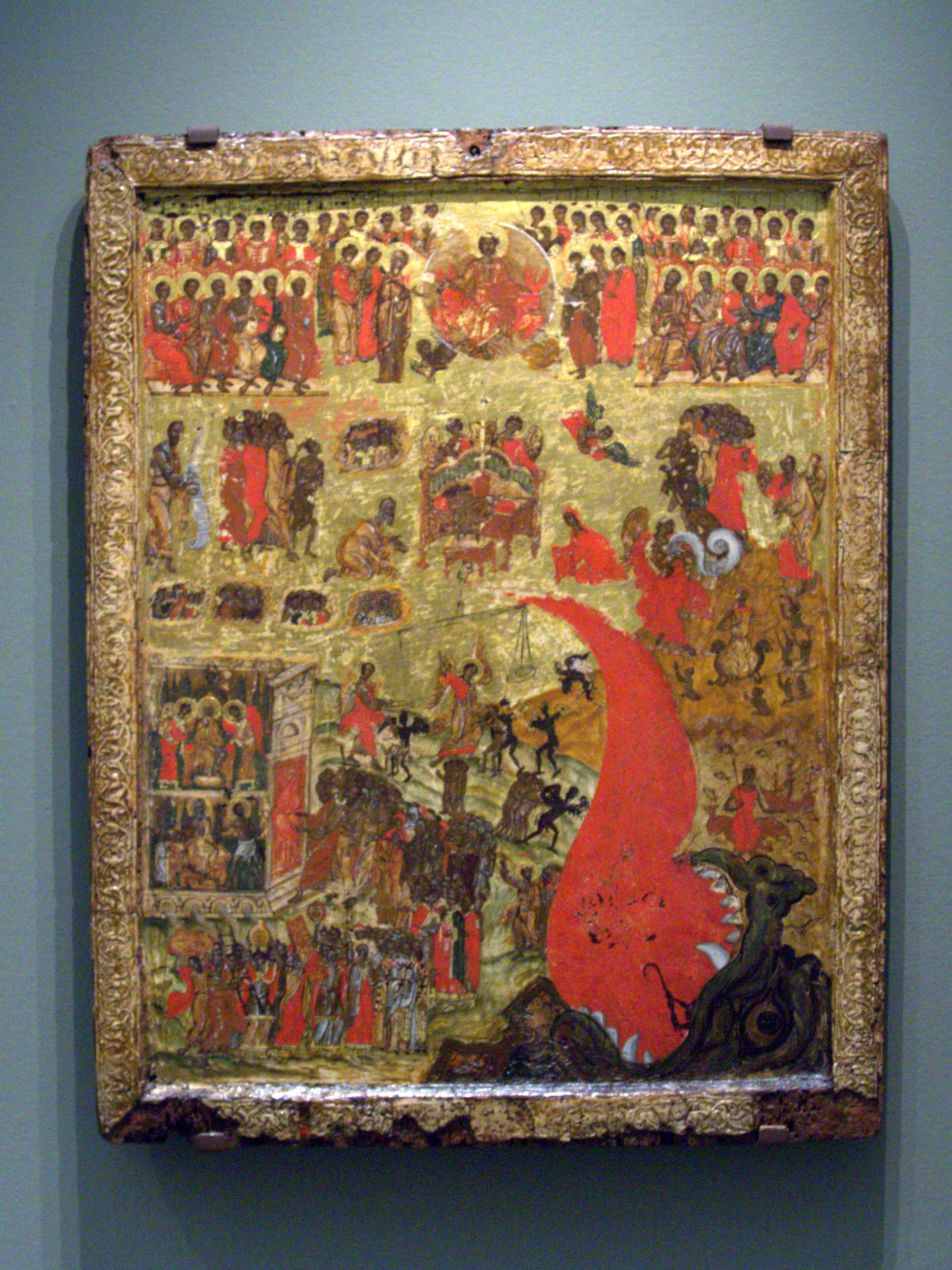
Icône du Jugement dernier.
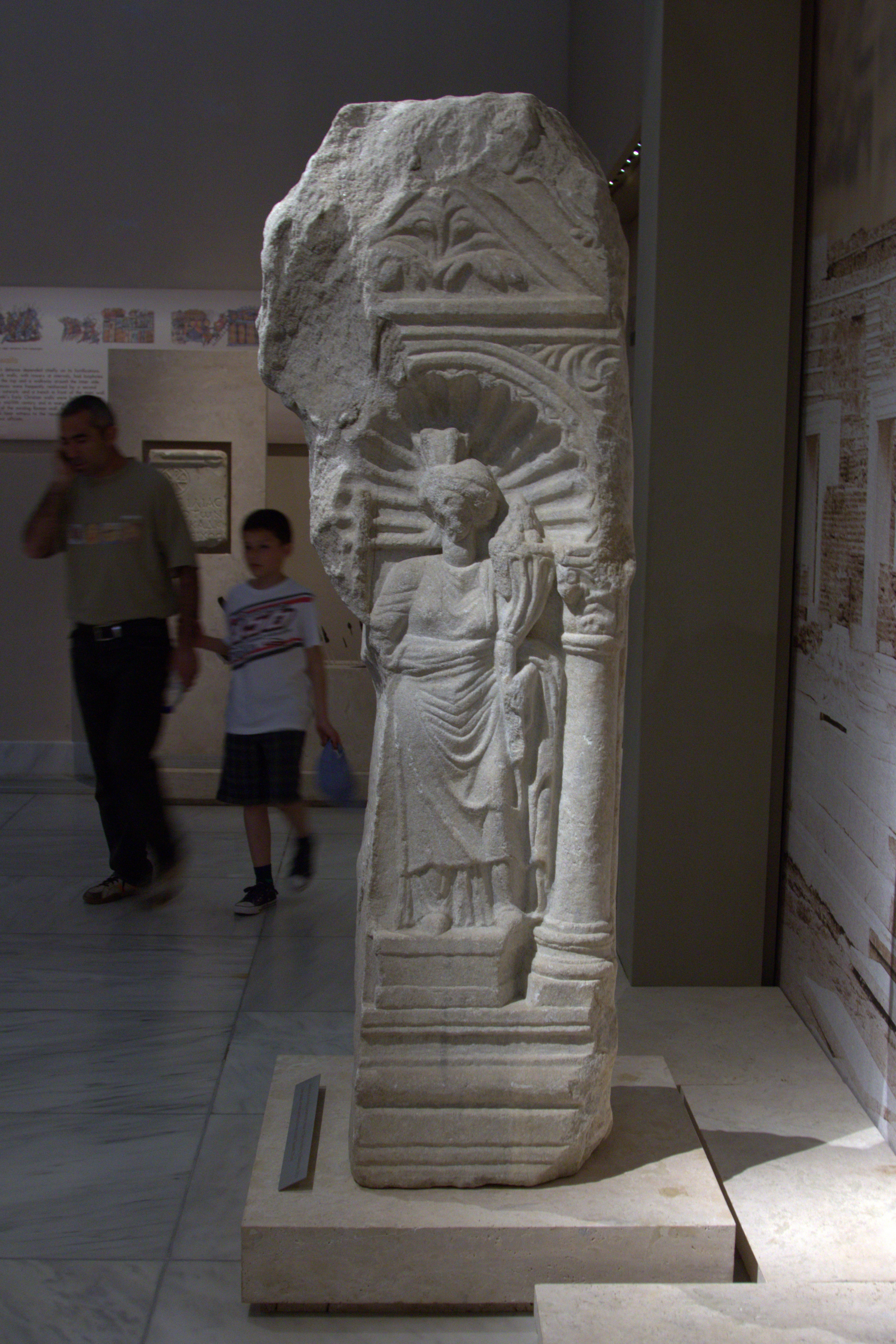
Pied de colonne pré-byzantin.
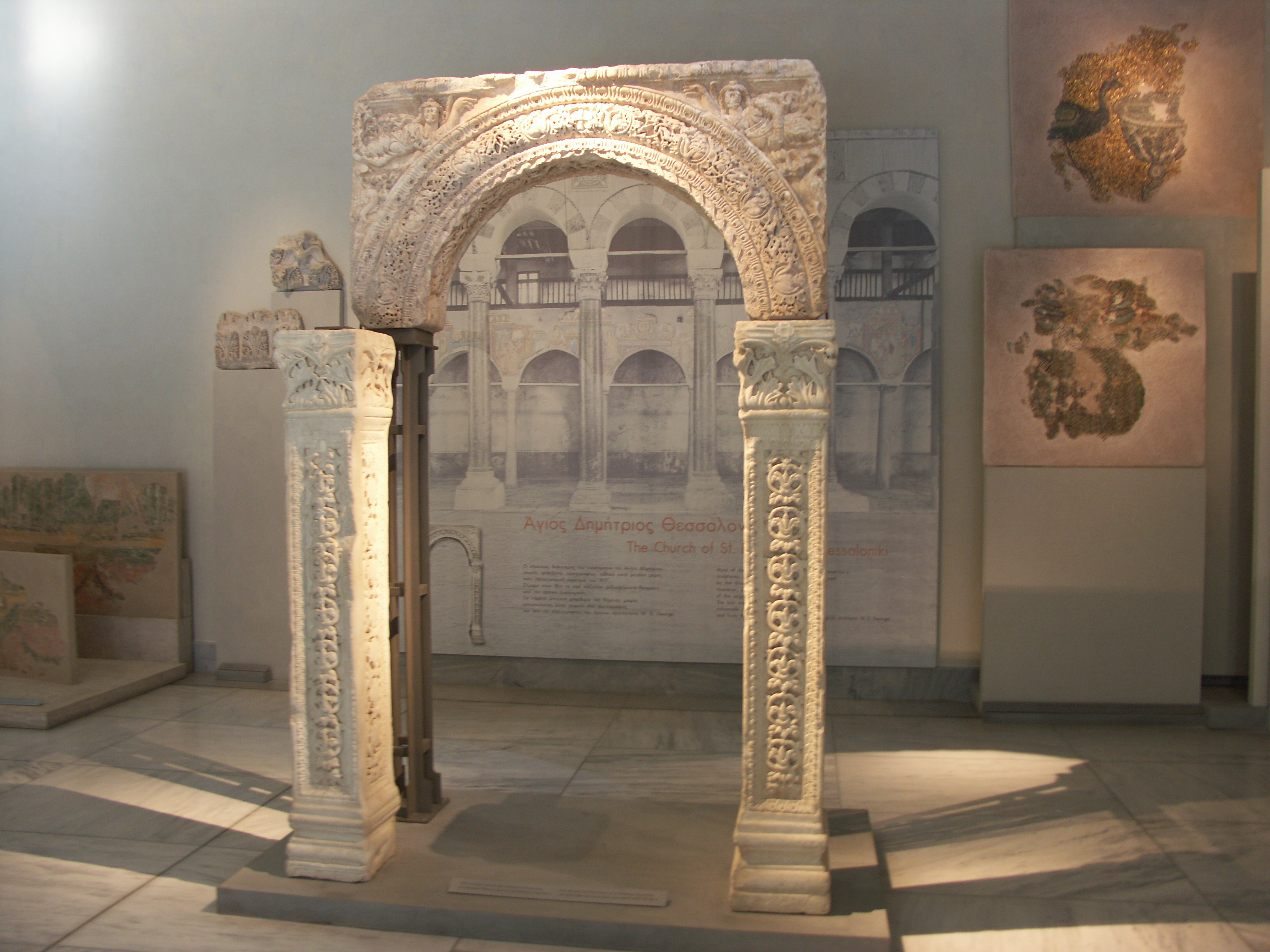
Arcature et piliers issue de l'église Saint Démétrios.
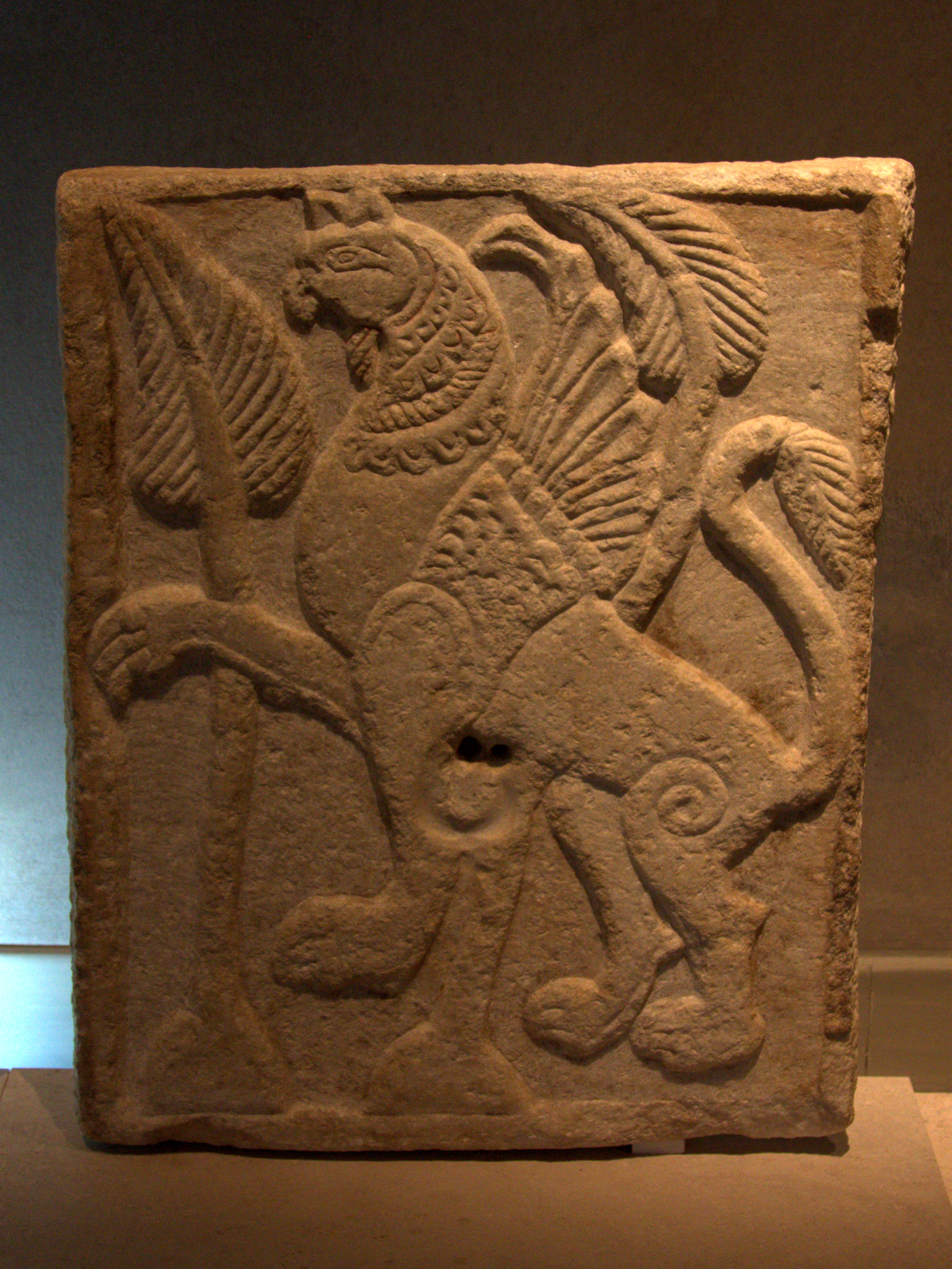
Relief représentant un griffon.
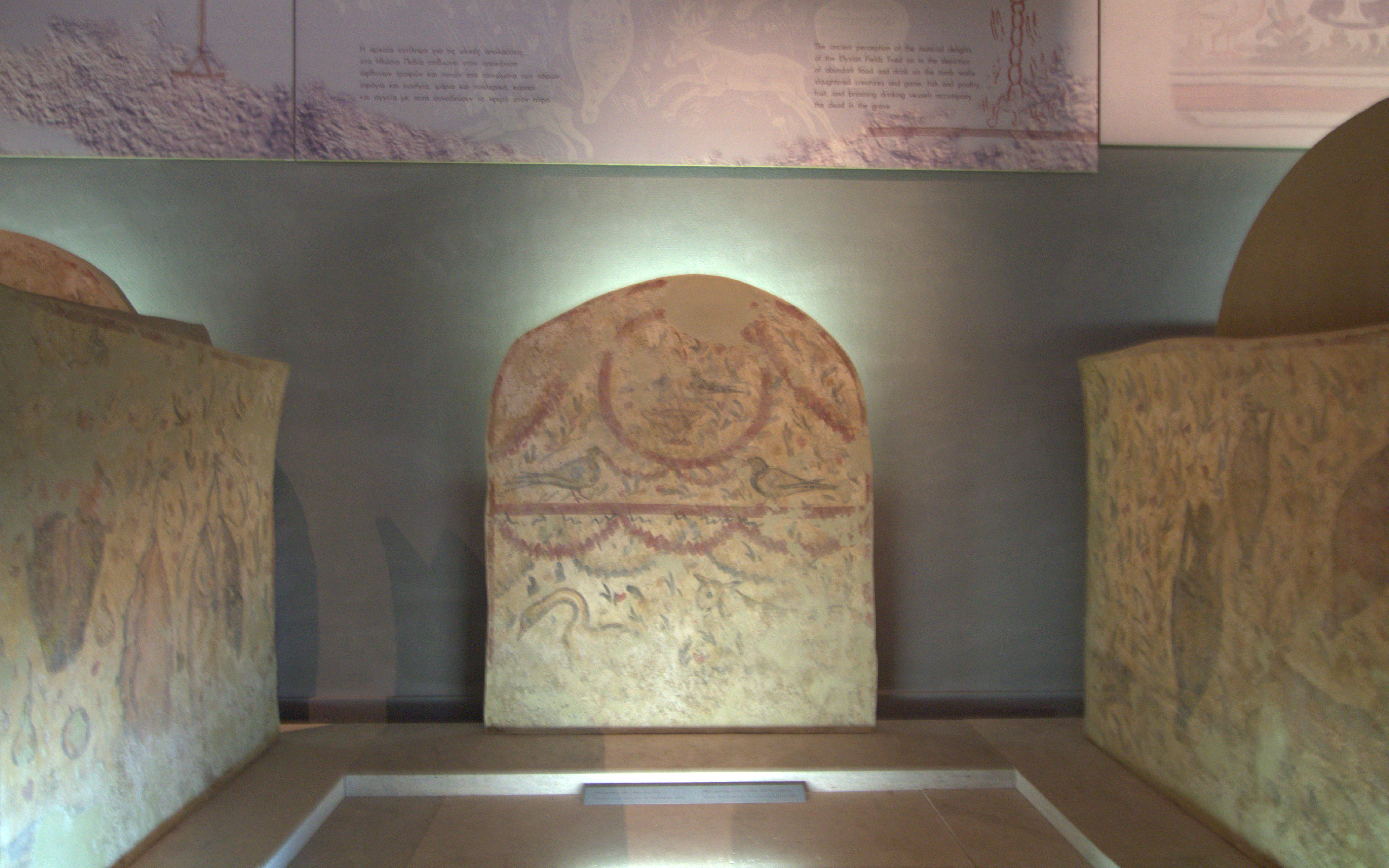
Intérieur d'une tombe du IVe siècle.
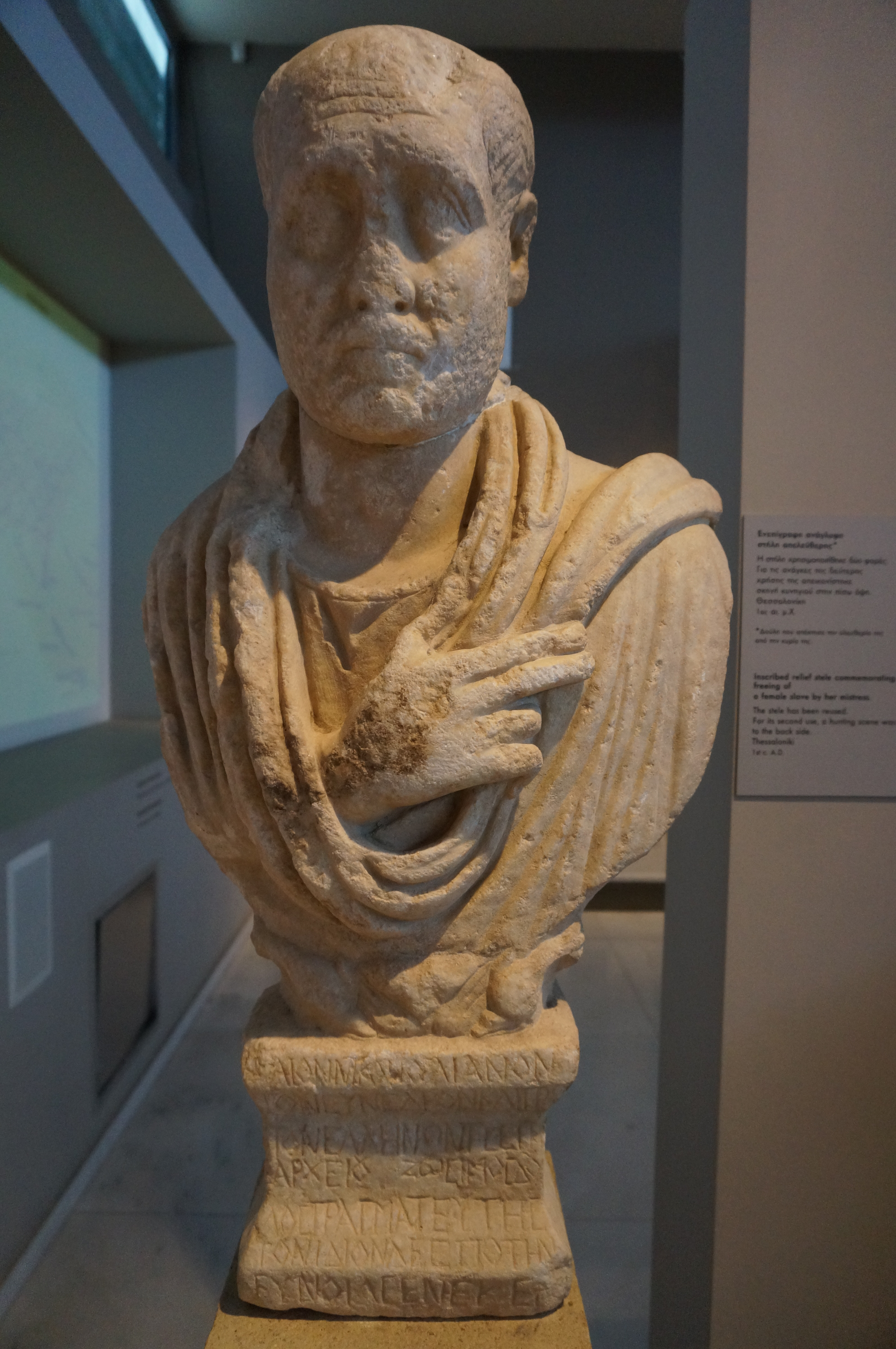
Buste de Aelius Nikopalianus.
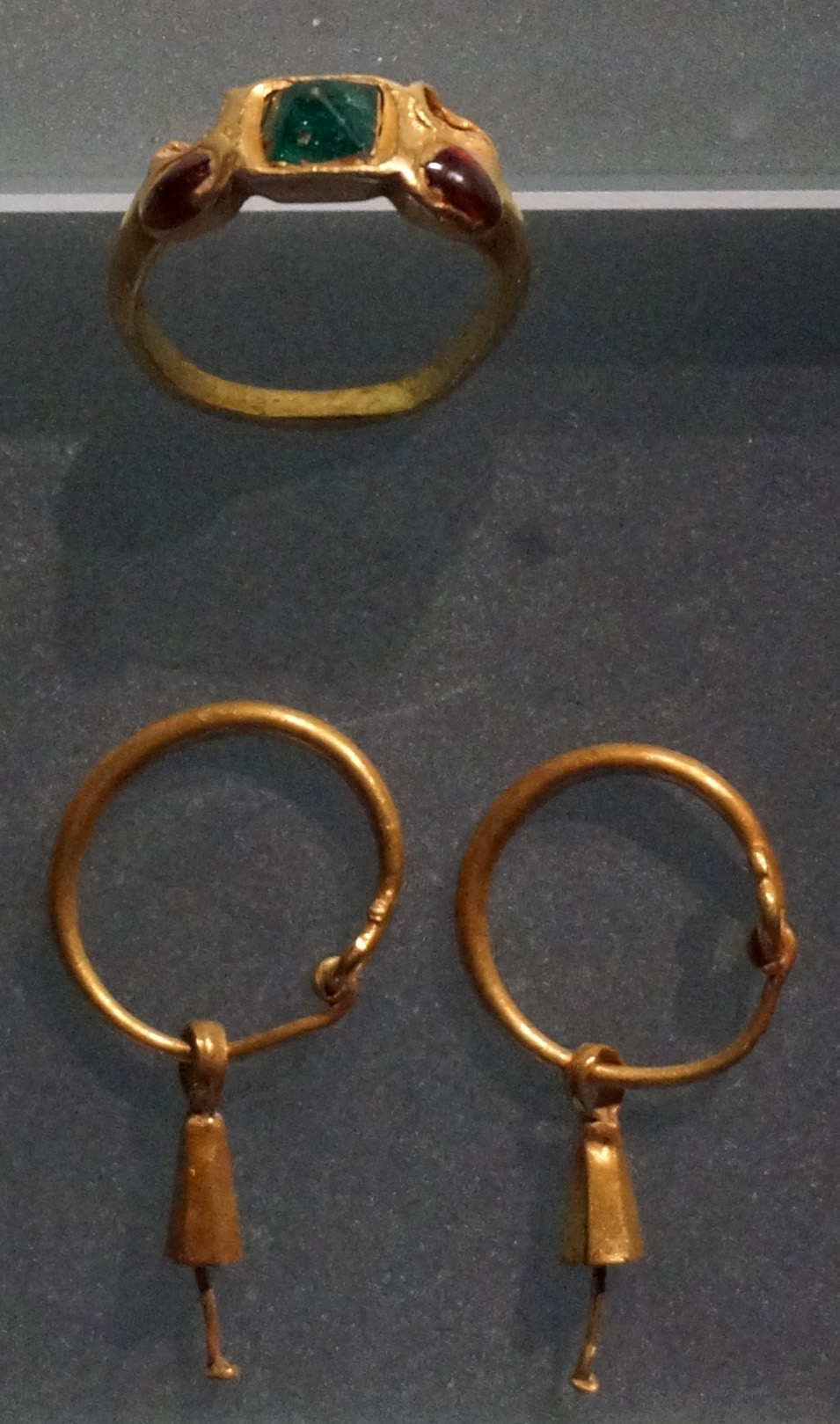
Bijoux II au VIe siècle.

## Récompense
En 2005, le musée a reçu du Conseil de l'Europe le Museum Prize.